# 嘉禾世纪之星影视新人选拔大赛
嘉禾世纪之星影视新人选拔大赛是2000年第八届上海电视节的一次新人选秀赛(男女混合比赛)，由第八届上海电视节组委会、上海嘉禾影视娱乐管理咨询有限公司联合主办。持续时间从2000年8月25日到10月16日。赛事实况由上海电视台在10月26日播出。

## 比赛简介
本次的嘉禾世纪之星影视新人选拔大赛旨在培养和发掘热爱影视表现艺术的年轻人，为上海电视节锦上添花，展示中国的民族影视创作。

## 比赛赛制
大赛分初赛、复赛、决赛三个阶段，初赛和复赛在上海、成都、大连三个城市进行，决赛和颁奖典礼将于电视节开幕式前夕在上海举行。整个赛时从八月至十月，历时两个多月。比赛限定男性参赛者在16至25岁之内，女性则在16至22岁内，无需有表演经验。进入决赛的30位选手(实际比赛为31名)将于10月16日进行决赛，由上海电视台实况录播。决赛中将由30名选者中评选出"嘉禾世纪之星"奖10名(男女各5名)(实际比赛为16名)、大赛组委会向获奖者颁发奖杯和证书，再从中选出"金星奖"、"银星奖"及"铜星奖"各1名，所有获奖者可成为嘉禾旗下的签约演员。而进入决赛的30名选手都可获得入围奖，组委会亦向其颁发获奖证书。

## 三大赛区
| 赛区     | 时间                                                                         | 承办单位                                     |
| 上海赛区 | 2000年8月25日-9月24日 信函报名至9月17日截止，9月22日到24日初赛时接受现场报名 | 上海大学影视艺术技术学院                     |
| 成都赛区 | 2000年8月25日-9月17日 信函报名至9月10日截止，9月15日到17日初赛时接受现场报名 | 四川省有线广播电视台                         |
| 大连赛区 | 2000年8月25日－9月24日 信函报名至9月17日截止，9月22到24日初赛时接受现场报名  | 大连现代影视艺术学校大连现代影视艺员培训基地 |

大赛分初赛、复赛和决赛三个阶段进行，整个赛时自2000年8月初开始至10月中旬结束，为期约80天。决赛和颁奖礼在第八届上海电视节开幕式前夕举行。

## 大赛组织
1、组织委员会
| 职务     | 名字   | 备注                                                          |
| 名誉主席 | 叶志康 | 上海市文化广播影视管理局局长                                  |
| 名誉主席 | 邹文怀 | 嘉禾娱乐事业<集团>有限公司董事局主席                          |
| 主席     | 穆端正 | 上海市文化广播影视管理局副局长                                |
| 主席     | 潘从杰 | 嘉禾娱乐事业有限公司董事总经理                                |
| 执行主席 | 朱咏雷 | 上海电视台台长                                                |
| 执行主席 | 诸兆俊 | 嘉禾电影<中国>有限公司董事总经理                              |
| 委员     |        | 上海电视节办公室2人、嘉禾人员3人、官方3人、专家2人、赞助商2人 |
| 秘书长   | 陈晓萌 | 上海市文化广播影视管理局国际大型活动办公室主任                |
| 副秘书长 | 葛善贤 | 上海嘉禾影视娱乐管理咨询有限公司经营总监                      |
| 执行总监 | 滕俊杰 | 上海电视台副台长                                              |
| 执行总监 | 许日方 | 上海嘉禾影视娱乐管理咨询有限公司发行管理部经理                |

2、评选委员会
| 职务         | 名字   | 备注                                     |
| 主席         | 潘 虹  | 著名演员                                 |
| 委员         | 诸兆俊 | 嘉禾电影<中国>有限公司董事总经理         |
| 委员         | 陈锡康 | 嘉禾电影<中国>有限公司总制片人、经营总监 |
| 委员         | 李嘉欣 | 香港港姐冠军                             |
| 委员         | 马楚成 | 香港著名导演                             |
| 委员         | 鲍芝芳 | 内地著名导演                             |
| 委员         | 张建亚 | 内地著名导演                             |
| 委员         | 赵有亮 | 演员                                     |
| 委员         | 李志舆 | 演员                                     |
| 特邀表演嘉宾 | 许志安 | 香港著名实力派歌手及演员                 |
| 特邀表演嘉宾 | 高雪岚 | 香港歌星                                 |
| 特邀表演嘉宾 | 谢雨欣 | 内地歌手                                 |
| 特邀表演嘉宾 | 罗中旭 | 内地歌手                                 |
| 大赛主持人   | 叶惠贤 | 知名司仪                                 |
| 大赛主持人   | 杨昆   | 演员                                     |

3、组办机构  
- 主办方 ：第八届上海电视节组织委员会 
上海嘉禾影视娱乐管理咨询有限公司
- 承办方 ：上海电视台
上海市文化广播影视管理局国际大型活动办公室
上海锦禾商务有限公司
- 协办方 ：《上海电视》周刊

## 比赛进程
本次大赛全国各地共有约3027人报名参加，选手来自于全国各地。从8月25日开始，上海、成都、大连三大赛区通过初赛和复赛，最终31名选手获得了决赛资格，并于10月8日到达决赛所在地-上海。10月9日在上海海神诺富特酒店，主办方举办了新闻发布会暨欢迎酒会。10月11日决赛的31名入围选手接受了两天的封闭式强化培训。下午参加了大赛的第一轮决赛，比赛评选出16名选手，他们将进入10月16日上海电视台的总决赛。

### 最终决赛
下表指的是比赛当年(2000年)选手的个人情况。
| 名字   | 年龄身高    | 赛区     | 备注 |
| 曾肖龙 | 21岁 184cm  | 大连赛区 | 毕业于上海师范大学谢晋恒通明星学校表演系。爱好歌唱，表演。曾入围首届东北形象大使。 |
| 张亮   | 20岁 168cm  | 大连赛区 | 现就读于北京广播学院播音与主持艺术专业。特长拉小提琴。 |
| 叶小闽 | 17岁 165cm  | 大连赛区 | 现就读于中国艺术研究院影视培训中心。爱好朗诵、舞蹈，唱歌，表演。曾在河北省电视台节目《影视大世界》中获二等奖。 |
| 高铭   | 20岁 180cm  | 大连赛区 | 现就读于胡兵、琦琦模特学校演艺模特专业。爱好运动健身。 |
| 金玲   | 20岁 172cm  | 大连赛区 | 毕业于服装职业高中。96年曾在上海轻音乐团学舞蹈。曾参加98、99年精英模特大赛，获精英模特奖。爱好游泳，打球。 |
| 王璐   | 20岁 167cm  | 成都赛区 | 就读于中日东方新偶像艺术学校影视广告专业学习。爱好唱歌、音乐、运动、表演。 |
| 陈颖   | 20岁 164cm  | 成都赛区 | 现就读于四川广播影视专修学院。爱好舞蹈表演、朗诵、主持。 |
| 聂萃   | 21岁 168cm  | 成都赛区 | |
| 周剑   | 17岁 188cm  | 上海赛区 | 现就读于上海戏曲学校影视表演班。自幼爱好唱歌。 |
| 粟奕   | 21岁 170cm  | 上海赛区 | 现就读于上海戏剧学院1997导演系本科班，任学院学生会副主席。自幼学过5年芭蕾，现代舞，四年小提琴，钢琴，并有三年舞台剧表演经验。曾是上海电视台小荧星艺术团首批舞蹈演员，上海学生艺术团交响乐小提琴手，当代杂志学生记者。99年担任上海教育电视台《Information》主持人，并获上海青春大使比赛第二名。 |
| 钱石义 | 20岁 180cm  | 上海赛区 | 现就读于上海戏剧学院99表演系表演专业。业余时间喜欢弹吉他，看小说，唱歌和球类活动中担任主持人，演员，歌手，舞者。1995年曾代表向东中学获全市青少年“百队”篮球赛冠军。1996年曾代表西郊高级中学获闵行区高中篮球联赛冠军，1998年荣获亚军。 |
| 蒋冰冰 | 23岁 180 cm | 上海赛区 | 现就读于上海戏剧学院98电视艺术系电视编辑（主持与采访）专业。1995年至今曾多次在江苏省和扬州市举办的各项文艺活动中担任主持人，演员，歌手等。曾任南京电视台嘉宾主持和实习记者，代表南京电视台参与第17届电视金鹰奖专题节目的主持与采访。1995年“斯力大杯通俗歌曲演唱大赛”二等奖。1997年“明日之星杯”卡拉OK大赛二等奖。1998年考入上海戏剧学院后，积极参与学校的各项活动和文艺演出，现为上海戏剧学院大学生艺术团成员。 |
| 金佳   | 20岁 192cm  | 上海赛区 | 现就读于上海市东海职业技术学院影视表演班。曾是一名排球运动员，从事排球事业12年，热爱球场上的激情与疯狂。在父母的支持下，进入表演班学习。 |
| 韩雪   | 17岁 170cm  | 上海赛区 | 现就读于苏州市第一中学读书。先后在苏州市金阊区少年宫，苏州市影视艺术学校，苏州星河艺校接受过唱歌，影视表演的训练。曾获得苏南5市青少年歌唱比赛一等奖，市区级比赛奖项十余个。1995年曾参加第三界全国少代会，多次被评为学校及市级三好生和优秀学生干部。 |
| 王驾麟 | 18岁 184cm  | 上海赛区 | 毕业于上海戏曲学校。擅长表演，唱歌，乐器。特别喜欢表演话剧和舞台剧。最喜欢的运动是打篮球。 |
| 袁理达 | 24岁 183cm  | 上海赛区 | 毕业于华东师范大学“国际商务”专业。现任金茂凯悦大酒店健身中心高级健身教练。热爱唱歌和表演。 |

## 决赛结果
总决赛通过才艺表演、形体测试、电影配音、选手素质四方面的比试，最终决出前三名。
- 金星奖 韩雪
- 银星奖 王驾麟
- 铜星奖 钱石义